# Prionochilus
Prionochilus is een geslacht van zangvogels uit de familie Dicaeidae (bastaardhoningvogels).

## Soorten
Het geslacht kent de volgende vijf soorten:
- Prionochilus maculatus – Geelbuikhoningvogel
- Prionochilus percussus – Blauwrughoningvogel
- Prionochilus plateni – Platens honingvogel
- Prionochilus thoracicus – Zwartkophoningvogel
- Prionochilus xanthopygius – Geelstuithoningvogel